# Ekin Çelebi
Ekin Çelebi (* 6. Juni 2000 in Nürnberg) ist ein deutsch-türkischer Fußballspieler. Er steht bei Rot-Weiss Essen unter Vertrag.

## Verein
Der Außenverteidiger wechselte 2012 von der SGV Nürnberg-Fürth zum Nachwuchsleistungszentrum des 1. FC Nürnberg. Ab der Saison 2019/20 wurde er gleichzeitig in den Kadern der ersten und zweiten Mannschaft des FCN aufgeführt. Am 10. Mai 2020 saß Çelebi gegen den SV Darmstadt 98 erstmals in der 2. Bundesliga auf der Bank. Im Januar 2021 wechselte er zum FC Nitra. In der slowakischen Fortuna liga absolvierte Çelebi daraufhin in den verbliebenen Spielen der ersten Runde der Saison 2020/21 vier Einsätze. In der anschließenden Abstiegsrunde bestritt er neun weitere Partien. Am 20. Juli 2021 wechselte Çelebi zur zweiten Mannschaft des VfB Stuttgart. Zur Saison 2022/23 nahm ihn Zweitligist Hannover 96 unter Vertrag. Nach nur einem Jahr und einem einzigen Einsatz in der ersten Mannschaft wurde sein Vertrag in Hannover im Sommer 2023 aufgelöst und er wechselte zu Rot-Weiss Essen.

## Nationalmannschaft
Am 10. September 2018 absolvierte Çelebi ein Testspiel für die deutsche U-19-Nationalmannschaft gegen die Slowakei. Beim 2:1-Sieg in Rüsselsheim wurde er in der Halbzeit für Alexander Lungwitz eingewechselt.